# Wissensmanager
Ein Wissensmanager ist die Person in einem Unternehmen, die sich mit der Koordination und der strategischen Ausrichtung des Wissens einer Organisation beschäftigt. Er schafft Sensibilität für das Thema und die Bedeutung der Ressource Wissen. Darüber hinaus nehmen Wissensmanager auch operative wissensbezogene Aufgaben wahr, z. B. die Mitgestaltung von Systemen und Tools, die Analyse und Bewertung von Wissensprozessen oder die Unterstützung interner Information und Kommunikation. In der Vorstandsebene erfüllt diese Rolle der Chief Knowledge Officer.

## Die Position bzw. Rolle des Wissensmanagers
Die Position bzw. Rolle des Wissensmanagers in Unternehmen kann sehr unterschiedlich sein (zentral oder dezentral, Teilzeit- oder Vollzeitstelle, Einzelperson oder Team). Sie ist unter anderem abhängig von der Größe des Unternehmens; in großen Unternehmen wird diese Rolle oft als Stabsstelle/ interner Berater ausgeführt, in kleinen Unternehmen wird aus Kostengründen selten ein Vollzeit-Wissensmanager beschäftigt. Andere Faktoren, die die Rollendefinition in einem Unternehmen bestimmen, sind: das zur Verfügung gestellte Budget, der Stellenwert von Wissensmanagement in der Organisation, die bereits etablierten Wissensmanagement-Strukturen in der herkömmlichen Ablauforganisation und die Ausstattung mit IT/Wissensmanagement-Werkzeugen.
Wissensmanager können in verschiedenen Abteilungen einer Organisation angesiedelt sein (Personalabteilung, interne Organisation, IT, Stabsstelle der Geschäftsführung, Controlling, Forschung und Entwicklung, Abteilung Strategie/Geschäftsplanung, Project Management Office, Qualitätsmanagement etc.). Wichtig ist allerdings, dass die Funktion bereichs- und abteilungsübergreifend ausgeübt werden kann, was eine entsprechende Unternehmenskultur voraussetzt. Probst/ Raub/ Romhardt fassen die Funktionen des Wissensmanagers folgendermaßen zusammen: „Ihre Tätigkeiten reichen von strategischen Kompetenz-Analysen, über die Entwicklung von Wissensindikatoren und die Schaffung besserer Kommunikationsinfrastrukturen bis hin zur effizienteren Verwaltung von Patent-Portfolios. Ihnen allen gemeinsam ist die Herausforderung, sich mit den Entwicklungen eines wettbewerbsintensiveren Umfeldes auseinanderzusetzen, in dem der verbesserte Umgang mit der Ressource Wissen zum entscheidenden Vorteil werden kann.“

## Die Aufgaben von Wissensmanagern
Die Gewichtung der Aufgaben von Wissensmanagern hängt stark von der Rolle und der Position des Wissensmanagers ab. Sie lassen sich grob in folgende Bereiche aufgliedern:
- Analyse und Konzeption: Die strategische Steuerung, durch die Erarbeitung von normativen Wissenszielen und der daraus resultierenden Strategie, die Ableitung konkreter Maßnahmen – basierend auf der gefassten Strategie – und deren Umsetzung. Immer zu berücksichtigen ist die Gestaltung einer adäquaten Unternehmenskultur und die Vernetzung von involvierten Bereichen (wie Personalabteilung, Controlling, Organisationsentwicklung, IT etc.).

- Methodeneinsatz: Auswahl, Einführung und Anwendung von Methoden des Wissensmanagements, Moderation/ Durchführen von Schulungen und Workshops (z. B. Debriefings nach Projekten), Moderation von Übergabegesprächen beim Mitarbeiterwechsel, Unterstützung bei der Suche von Informationen, Optimierung von Wissensprozessen im Reklamationsmanagement, Customer-Relationship-Management oder Innovationsmanagement, Coaching für Projekt-/Prozessmanager.

- Informations- und Kommunikationstechnologie: Analyse und Konzeption sowie inhaltliche Begleitung der Umsetzung von Intranet oder Online-Kommunikationsplattformen. Speziell in diesem Bereich ist eine Unterscheidung zwischen inhaltlicher und technischer Umsetzung sehr wichtig, da die Grenzen zwischen Wissensmanagement und IT sehr oft verwischt sind, zum Beispiel wird sehr oft der CIO mit einem CKO gleichgesetzt.

- Messen und Bewerten: Die einfachste Messung ist die Überprüfung der gefassten operativen Wissensziele, wurden sie erreicht oder nicht. Weiterhin werden oft messbare Indikatoren und Kennzahlen gefordert, die natürlich sinnvoll definiert werden müssen. Zusammenfassen kann man diese Einzelteile entweder in einer Scorecard als eigene Perspektive oder als eigene Wissens-Scorecard bzw. durch das Erstellen einer Wissensbilanz. Eine wichtige Aufgabe ist auch die regelmäßige fundierte Berichterstattung an das Management

Eine Studie der Technischen Universität Chemnitz über eine Analyse des Inhaltes von Stellenanzeigen in Print- und Onlineausgaben von überregionalen Tageszeitungen, Wirtschaftszeitschriften sowie Internet-Stellenbörsen von April 2001 bis Oktober 2002 besagt, dass 50 % der Stellenangebote für Wissensmanager und -managerinnen aus dem IT-Bereich stammten (in 50 % der IT Angebote wurde aber soziale Kompetenz explizit gefordert). Der Rest kam aus dem Beratungsbereich (Wirtschaftswissenschaften, Praxiserfahrung, DMS) und Forschungsbereich (Bibliothekswesen, Archivierung). Projektmanagementerfahrung wurde generell gefordert!

## Wissensmanager des Jahres
In den Jahren 2002 bis 2007 wurde in Deutschland durch die Unternehmen Commerzbank, Financial Times Deutschland und Impulse in Zusammenarbeit mit dem Bundesministerium für Arbeit die Auszeichnung „Wissensmanager des Jahres“ in den Kategorien Unternehmen bis 100 Mitarbeiter, bis 500 Mitarbeiter und darüber vergeben. Später wurde dieser Award durch einen zweijährlich ausgeschriebenen Preis für „Exzellente Wissensorganisationen“ ersetzt.

## Die Fähigkeiten von Wissensmanagern
Gemäß Kreidenweiß und Steincke umfasst Wissensmanagement die Gesamtheit aller Konzepte, Strategien und Methoden zur Schaffung einer lernenden Organisation. Sie folgern, dass Wissensmanagement-Projekte stets alle drei zentralen Standbeine Technologie, Organisation und Mensch (TOM-Modell) berücksichtigen müssen, um nachhaltig erfolgreich zu sein.
Feststellen lässt sich, dass Wissensmanager je nach Organisation eine unterschiedliche Gewichtung dieser drei Dimensionen haben. Das Schwergewicht verändert sich aber zunehmend in Richtung der Dimension Mensch, da sowohl für die Dimension Technologie als auch für die Dimension Organisation ausreichend Spezialisten im Einsatz sind. Der Wissensmanager wird vielmehr vor die Aufgabe gestellt, die Spezialisten im Sinne der lernenden Organisation zu koordinieren, daher muss er zumindest gute Grundkenntnisse der drei Dimensionen besitzen, um Zusammenarbeit über die Grenzen der Organisationseinheiten hinaus für die gesamte Organisation herbeizuführen und aufrechtzuerhalten. Eine Abgrenzung der Dimensionen lässt sich wie folgt treffen:
- Technologie: Es geht um die Informations- und Kommunikationstechnologien, die optional ins Wissensmanagement einbezogen werden, und damit um die Informationsarchitektur, die Hardware, Software und Applikationen, wie beispielsweise Intranet, Dokumentenmanagementsysteme, Content-Managementsystem etc.
- Organisation: Bestimmte Werte, Glaubensansätze, Ziele und Prozesse sind im Unternehmen fest verankert. Die Einbindung von Wissensmanagement in das Tagesgeschäft einer Organisation erfordert in der Regel eine Änderung der Unternehmenskultur, womit Fähigkeiten in den folgenden Gebieten gefordert sind: Organisationsentwicklung, Change Management, Prozessmanagement, Projektmanagement.
- Mensch: Sowohl implizites als auch explizites Wissen steht in Verbindung zum Menschen und kann nicht ausschließlich mit Informationssystemen ermittelt werden. Die Dimension Mensch steht für den sozialen und kognitiven Aspekt im Wissensmanagement, hier ist auch die größte Herausforderung für den Wissensmanager zu sehen. Folgende Fähigkeiten können hier zugeordnet werden: didaktische Begabung, soziale Kompetenz, Konfliktmanagement, Kommunikation, Selbstorganisation, Glaubwürdigkeit.

Eine Auflistung von Methoden und Modellen findet sich im Artikel Wissensmanagement.
Die Basis sollten ein strategisches, unternehmerisches und betriebswirtschaftliches Grundverständnis, solide Kenntnis von Wissensmanagementkonzepten und -theorien, sowie ein gesamtheitliches Denken und Kreativität (eigene Ideen) sein.

## Aus- und Weiterbildungen im deutschsprachigen Raum
Es existiert eine Vielzahl von Aus- und Weiterbildungen im deutschsprachigen Raum. Auffällig ist, dass es anscheinend „die Wissensmanagementausbildung“ nicht gibt, vielmehr werden bei den Ausbildungen Schwerpunkte gesetzt, wie zum Beispiel: Personalwesen, Informationstechnologie, Pädagogik, Organisationsentwicklung. Neben akademischen Aus- und Weiterbildungen gibt es noch zertifizierte Ausbildungen sowie eine große Anzahl von Einzelseminaren. Eine enge Verwandtschaft besteht naturgemäß mit allen Aus- und Weiterbildungen, die sich mit Informationsmanagement auseinandersetzen, da dies ja die Basis für Wissensmanagement darstellt.

### Österreich
- FHWien: Personal- und Wissensmanagement; Abschluss: Bachelor of Arts in Business, Dauer: 6 Semester. Der Schwerpunkt wird hier auf die Wissensprozesse im Personalwesen gelegt.
- Fachhochschulstudiengänge Burgenland: Angewandtes Wissensmanagement; Abschluss: Master of Arts in Business, Dauer: 4 Semester. Der Schwerpunkt dieser Ausbildung liegt in den Bereichen E-Learning und E-Kommunikation.
- Technische Universität Wien: Information and Knowledge Management; Abschluss: Master of Science, Dauer: 4 Semester. Dieses Studium ist im Auslaufen, es gibt daher keine Neuzulassungen mehr.
- Donau-Universität Krems: Hochschul- und Wissensmanagement; Abschluss: Master of Science, Dauer: 4 Semester
- Johannes Kepler Universität Linz: Universitätslehrgang Aufbaustudium Angewandtes Wissensmanagement; Abschluss: Master of Business Administration, Dauer: 3 Semester

### Deutschland
- Technische Universität Chemnitz: Knowledge Management; Abschluss: Executive Master of Knowledge Management, Modularer Aufbau.
- Fachhochschule Hannover: Informations- und Wissensmanagement; Abschluss: Master of Arts, Dauer: 5 Teilzeit-Semester.
- Hochschule Neu-Ulm: Informationsmanagement und Unternehmenskommunikation; Abschlüsse: Bachelor of Engineering, Master of Engineering, Dauer: 6 Semester, 4 Semester.
- Deutsche Universität für Weiterbildung: Wissensmanagement; Abschluss: Hochschulzertifikat, 2 Monate Regelstudienzeit.

### Schweiz
- Institut für Kommunikationsforschung: eLearning & Wissensmanagement; Abschluss: Master of Business Administration.
- Fachhochschule Nordwestschweiz: Psychologie des Wissensmanagements; Abschluss: Certificate of Advanced Studies, Dauer: 7 Monate.